# 威尼斯 (纽约州)
威尼斯（英語：Venice）是美国纽约州卡尤加县的一个镇，地处卡尤加县南部，同时位于奥本以南。2010年美国人口普查时，该镇有1368人。 1823年，威尼斯镇从西庇阿镇分出，独立建镇。